# 235 (tal)
235 är det naturliga talet som följer 234 och som följs av 236.

## Inom vetenskapen
- 235 Carolina, en asteroid.

## Inom matematiken
- 235 är ett udda tal.
- 235 är ett semiprimtal
- 235 är ett heptagontal.
- 235 är ett centrerat triangeltal.
- 235 är ett palindromtal i det kvarternära talsystemet.